# Peromyscus zarhynchus
Peromyscus zarhynchus är en däggdjursart som beskrevs av Clinton Hart Merriam 1898. Peromyscus zarhynchus ingår i släktet hjortråttor och familjen hamsterartade gnagare. IUCN kategoriserar arten globalt som sårbar. Inga underarter finns listade i Catalogue of Life.
Arten blir 13,5 till 15,1 cm lång (huvud och bål), har en 13,5 till 17,8 cm lång svans och väger 50 till 78 g. Bakfötterna är 3,1 till 3,4 cm långa och öronen är 2,2 till 2,7 cm stora. Den tjocka och lite ulliga pälsen har på ovansidan en gråbrun färg och vid kroppens sidor förekommer gulbrun päls. Undersidan är täckt av ljusbrun till vit päls. Peromyscus zarhynchus har en mörk ring kring ögonen. Vanligen är svansens ovansida mörkare än undersidan.
Denna gnagare förekommer i bergstrakter i södra Mexiko mellan 1400 och 2900 meter över havet. Den vistas i molnskogar och i blandskogar samt i områden där skogen har ersatts av buskar. Arten går främst på marken. Per kull föds cirka två ungar.